# Biandronno

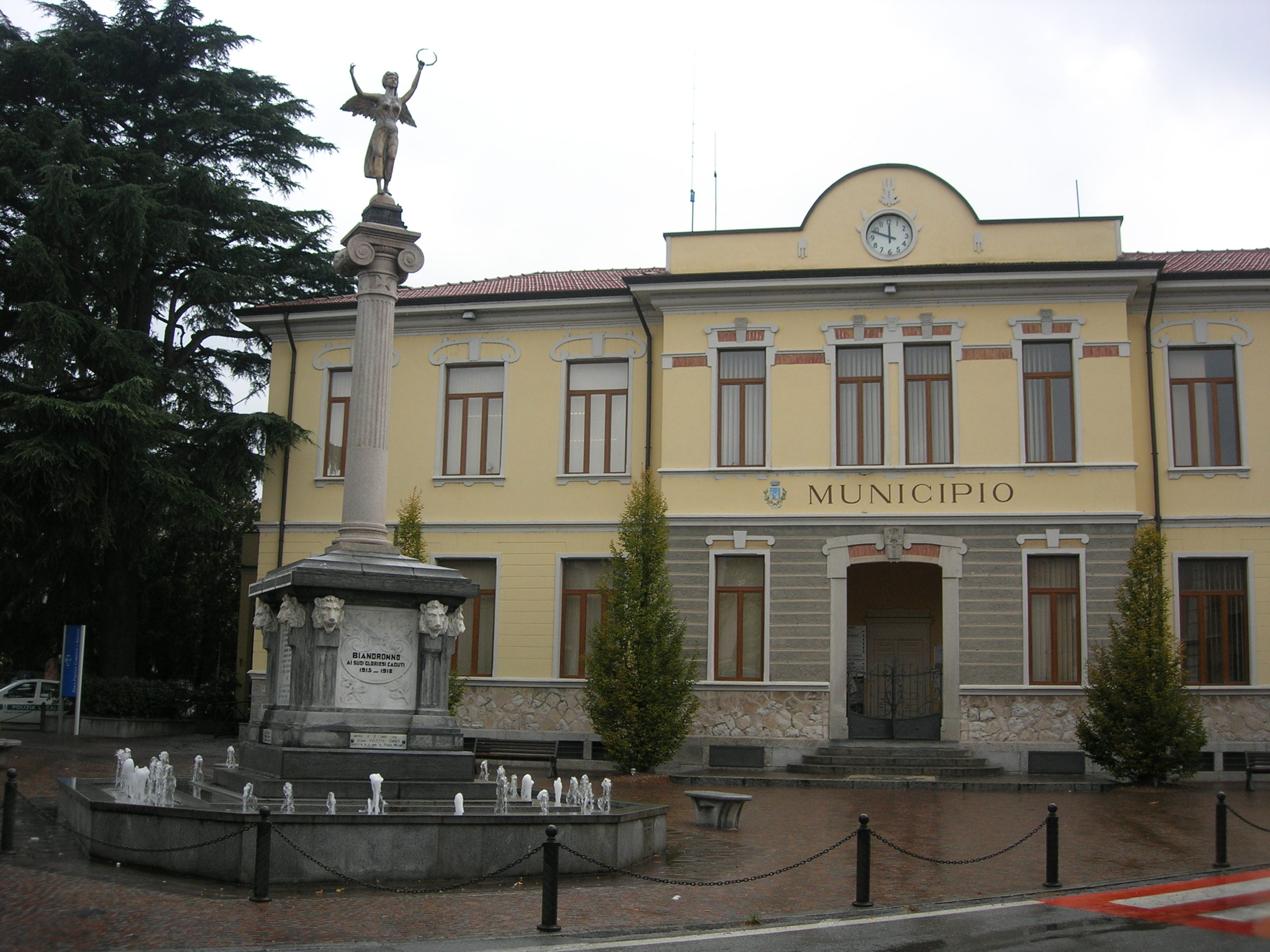
Gemeindehaus

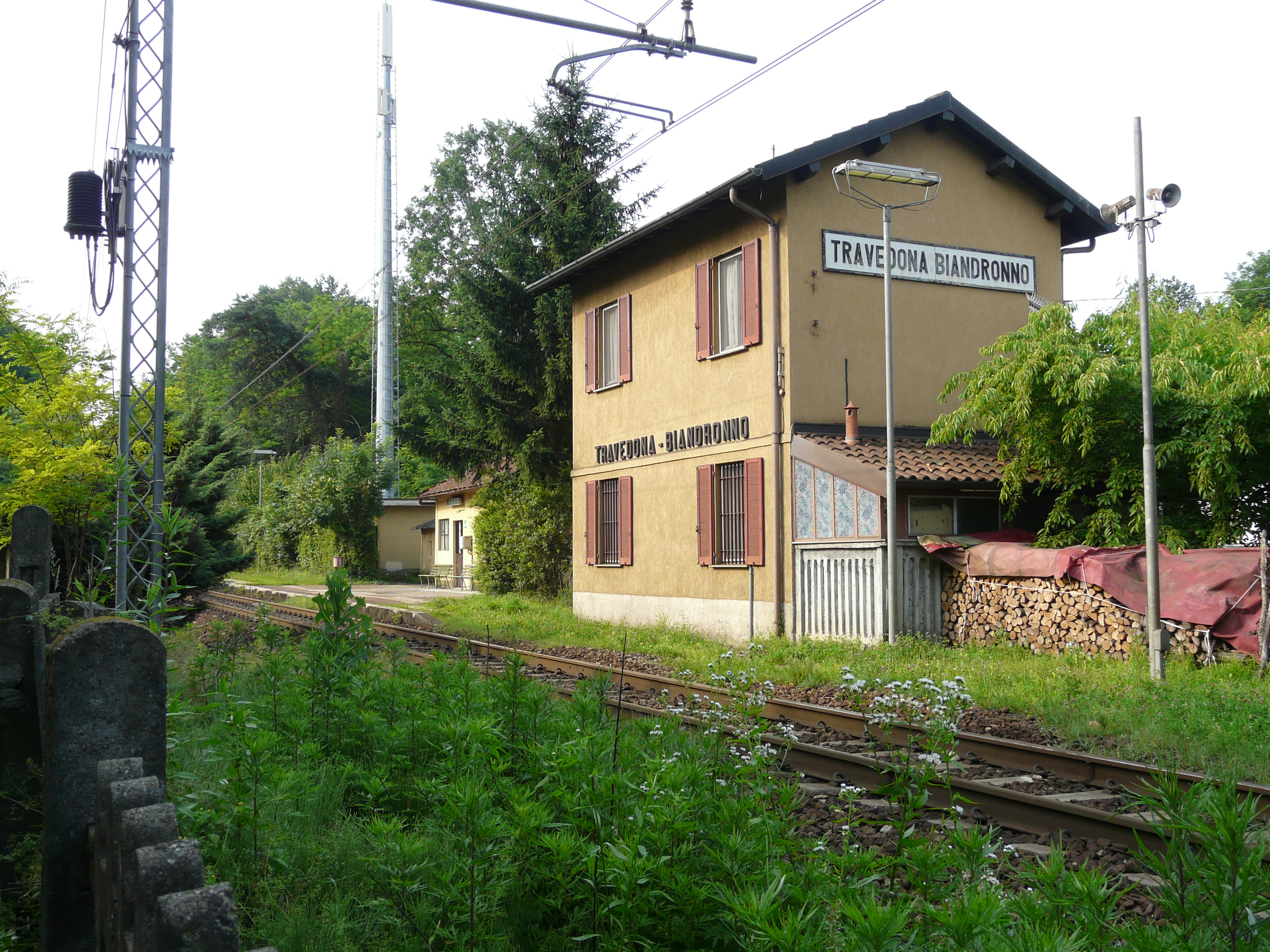
Bahnhof Travedona Biandronno

Biandronno ist eine italienische Gemeinde (comune) in der Provinz Varese in der Region Lombardei.

## Geographie
Die Gemeinde liegt am westlichen Ufer des Lago di Varese und bedeckt eine Fläche von 8,32 km². Zu Biandronno gehört die Fraktion Cassinetta. Die Nachbargemeinden sind Bardello, Bregano, Cazzago Brabbia, Gavirate, Ternate, Travedona-Monate und Varese.
Auf der dem Ufer vorgelagerten Insel, Isolino Virginia Camilla, befinden sich Pfahlbauten, die seit 2011 zum UNESCO-Weltkulturerbe zählen.

## Geschichte
Das Dorf Biandronno, das zur Pieve von Brebbia gehörte, wurde in den Statuten der Straßen und Gewässer des Herzogtums Mailand unter den Gemeinden erwähnt, die zur Instandhaltung der Straße von Rho beitrugen (1346). In den Registern des Estimo (Grundbuch) des Herzogtums Mailand von 1558 und den nachfolgenden Aktualisierungen im 17. Jahrhundert ist Biandronno noch immer in derselben Pieve enthalten. Im Jahr 1751 wurde die Gemeinde zum glücklichen Andenken des Grafen Giulio Visconti belehnt, der eine Lehnsabgabe von 80 Lire und 2 Soldi pro Jahr zu entrichten hatte.
Die Justiz wurde von dem in Gavirate ansässigen Podestà ausgeübt, an den jährlich 17 Lire und 11 Soldi gezahlt wurden. Der Konsul der Gemeinde leistete einen Eid auf der Strafbank von Gallarate mit der Zahlung von 22,5 Lira an das zuständige königliche Amt als Oberrichter. Die Gemeinde hatte weder einen allgemeinen noch einen besonderen Rat, da es außer dem Kanzler, den Bürgermeistern und dem Konsul, die jährlich gewählt wurden, keine Beamten gab. Um die wichtigsten Entscheidungen zu treffen, trafen sich die Familienoberhäupter, die zuvor vom Konsul benachrichtigt worden waren, an einem Feiertag nach der Messe auf dem öffentlichen Platz. Die Gemeinde besaß nur Wald- und Weideland, aus dem sie jährlich etwa 25 Lire erwirtschaftete, die zur Bezahlung des Gehalts des Podestà und anderer Ausgaben verwendet wurden. Der Kanzler residierte in Coquio und erhielt ein Jahresgehalt von 38 Liren. Die Schriften der Gemeinde wurden teils vom Kanzler, teils vom Bürgermeister in einer Kiste aufbewahrt, die als Archiv diente. Die Gemeinde hatte keine Prokuristen oder Vertreter in Mailand; in Notfällen wurde der Bürgermeister der Provinz, Giovanni Frapoli, angerufen.

## Bevölkerung
| Bevölkerungsentwicklung | Bevölkerungsentwicklung | Bevölkerungsentwicklung | Bevölkerungsentwicklung | Bevölkerungsentwicklung | Bevölkerungsentwicklung | Bevölkerungsentwicklung | Bevölkerungsentwicklung | Bevölkerungsentwicklung | Bevölkerungsentwicklung | Bevölkerungsentwicklung | Bevölkerungsentwicklung | Bevölkerungsentwicklung | Bevölkerungsentwicklung | Bevölkerungsentwicklung |
| ----------------------- | ----------------------- | ----------------------- | ----------------------- | ----------------------- | ----------------------- | ----------------------- | ----------------------- | ----------------------- | ----------------------- | ----------------------- | ----------------------- | ----------------------- | ----------------------- | ----------------------- |
| Jahr                    | 1751                    | 1805                    | 1853                    | 1859                    | 1861                    | 1881                    | 1901                    | 1921                    | 1951                    | 1971                    | 1991                    | 2001                    | 2011                    | 2021                    |
| Einwohner               | 412                     | 548                     | *981                    | 1008                    | 951                     | 1309                    | 1650                    | 1437                    | 1214                    | 2466                    | 3115                    | 3102                    | 3285                    | 3206                    |

- 1809 Fusion mit Bardello

## Verkehr
Der Bahnhof der Nachbargemeinde Travedona und Biandronno liegt an der Bahnstrecke Luino–Mailand.

## Sport
1965 und 1970 war Biandronno Etappenort des Giro d’Italia.

## Einzelnachweise

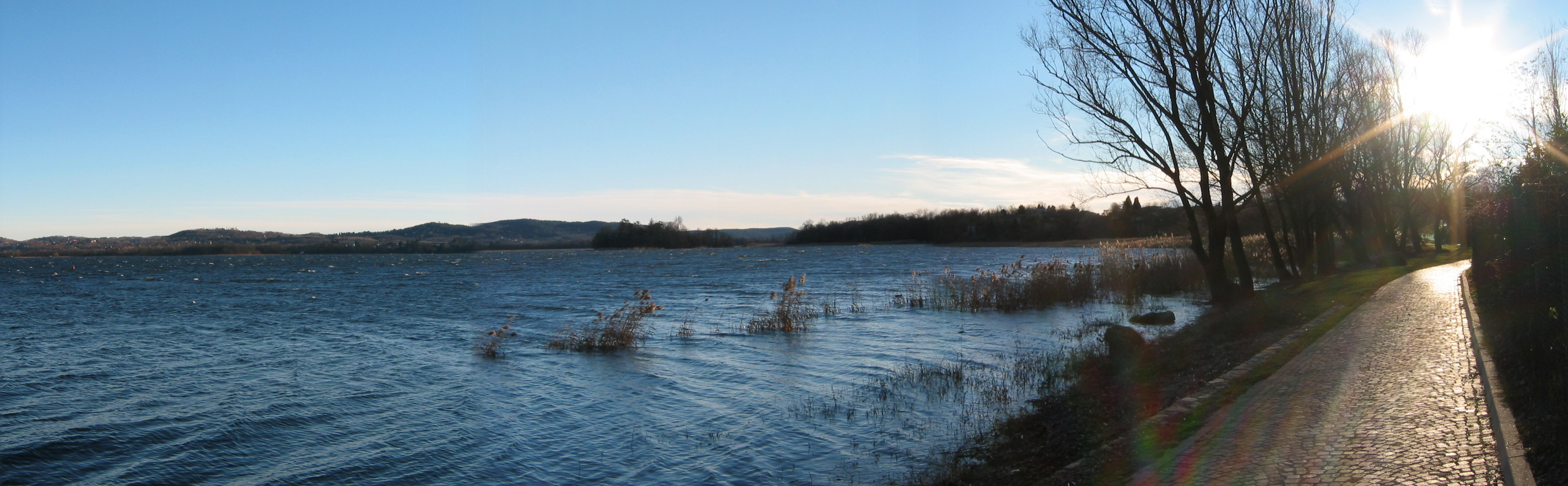
Lago di Varese von Biandronno geschaut